# Bukovec (gmina Slovenska Bistrica)
Bukovec – wieś w Słowenii, w gminie Slovenska Bistrica. W 2018 roku liczyła 388 mieszkańców.